# 郑明道
郑明道（？—），朝鲜人民军海军司令官（2007年12月海军司令金允深大将退休，郑明道接任）。2010年4月晋升为大将军衔。2010年9月当选朝鲜劳动党中央军事委员会委员。